# Volkan Yaman
Volkan Yaman (* 27. August 1982 in München) ist ein deutsch-türkischer Fußballspieler.

## Sportliche Karriere

### Vereinsfußball
Volkan Yaman spielte während seiner Jugendzeit in seiner Geburtsstadt für den SC Freimann München, den TSV 1860 München und den TSV Milbertshofen. 2001 wechselte er zum fünftklassigen Landesligisten Türk SV 1975 München, absolvierte dort sechs Ligaspiele und stieg mit der Mannschaft in die sechstklassige Bezirksoberliga ab. Zur Saison 2004/05 wechselte Yaman zum türkischen Zweitligisten Antalyaspor. In seiner ersten Saison in Antalya machte Volkan Yaman 33 Spiele und schoss 7 Tore, erreichte mit seiner Mannschaft jedoch nur einen recht enttäuschenden 14. Tabellenplatz. In der Folgesaison wurde die Mannschaft Zweiter und schaffte damit den Aufstieg in die Erstklassigkeit. Der Klassenerhalt gelang der Mannschaft mit Platz 16 jedoch nicht, Yaman jedoch vollzog seinen nächsten Karriereschritt, denn der Spitzenverein Galatasaray Istanbul sicherte sich die Dienste des Spielers für die Saison 2007/08. Galatasaray bezahlte für den Verteidiger 1  Mio. Euro und gab Fevzi Elmas als Tausch dazu. Sein erstes Tor machte er im ersten Pflichtspiel mit einem Linksschuss per Freistoß gegen Çaykur Rizespor.
Am 26. August 2009 wechselte Yaman zum anatolischen Traditionsklub Eskişehirspor, wie bereits vor ihm sein Kollege Ümit Karan.
Mit dem Auslaufen seines Vertrages zum Sommer 2012 wechselte er ablösefrei zum Süper-Lig-Aufsteiger Kasımpaşa Istanbul und spielte hier die nächsten zwei Spielzeiten lang. Nach einigen Monaten der Vereinslosigkeit ging es für ihn zurück nach Oberbayern, wo er kurzzeitig im Kader des viertklassigen Regionalligisten VfR Garching stand, ehe er zum fünftklassigen Bayernligisten SV Heimstetten ging.

### Nationalmannschaft
Volkan Yaman gab sein Debüt für die türkische Nationalmannschaft am 24. Mai 2006 in einem Testspiel gegen Belgien. Sein erstes „wichtiges“ Länderspiel bestritt er in der EM-Qualifikation gegen die Griechen. Die Türken gewannen das Spiel mit 4:1 in Athen.

## Erfolge
- Türkischer Meister: 2008
- Türkischer Supercupsieger: 2008